# Афанасьев, Валерий Павлович
Вале́рий Па́влович Афана́сьев (род. 8 сентября 1947, Москва) — российско-французский пианист и дирижёр, прозаик, поэт, эссеист.

## Биография
Учился в Московской консерватории у Эмиля Гилельса и Якова Зака.
В 1968 году выиграл Международный конкурс имени Баха в Лейпциге, в 1972 году Конкурс имени королевы Елизаветы в Брюсселе.
После второй из этих побед в ходе турне по Бельгии принял решение не возвращаться в СССР.
Получил бельгийское гражданство.
В настоящее время живёт во Франции в Версале.

## Музыка
Афанасьев стал широко известен в 1980-х годах благодаря его музыкальному партнерству с Гидоном Кремером.
В репертуаре Афанасьева наибольший интерес представляют произведения Бетховена и Шуберта, исполняемые им с экстраординарной экспрессией.

## Прозаик и поэт
Перу В. П. Афанасьева принадлежат восемнадцать романов, из которых десять написаны на английском языке и восемь на французском., опубликованных во Франции, России и в Германии.
Афанасьевым созданы четырнадцать циклов стихотворений на английском языке и шесть поэтических циклов на русском.
Он автор сборника комментариев к «Божественной комедии» Данте, девяти лекций о музыке на французском и нескольких театральных пьес, в которых автор выступает в одно и то же время как актёр и как пианист.
В России опубликованы его поэтические сборники:

• Стихи-2008 — М., 2010, 160 с. ISBN 978-5-9902558-1-4

• Стихи-2010 — М., 2010, 160 с. ISBN 978-5-9902558-2-1

• Стихи-2012 — М., 2014, 128 с. ISBN 978-5-9902558-4-5